# Schongau LU
| LU ist das Kürzel für den Kanton Luzern in der Schweiz. Es wird verwendet, um Verwechslungen mit anderen Einträgen des Namens Schongau zu vermeiden. |

Schongau ist eine politische Gemeinde im Wahlkreis Hochdorf des Kantons Luzern in der Schweiz.

## Geographie
Schongau liegt über dem Hallwilersee auf den nordwestlichen Ausläufern des Lindenbergs. Im Norden der Gemeinde, an der Grenze zum Kanton Aargau, liegt der Ortsteil Niederschongau. Er besteht aus dem nördlich gelegenen Hinterdorf (620 m ü. M.) und dem südlich anschliessenden Vorderdorf (639 m ü. M.). Im Zentrum der Gemeinde liegt der Ortsteil Mettmenschongau (671 m ü. M.), östlich davon Oberschongau (745 m ü. M.) mit dem südöstlich angrenzenden Weiler Kalchtaren (776 m ü. M.). Südlich von Mettmenschongau liegt der Ortsteil Rüedike (663 m ü. M.). Im Südosten liegen – in Nordwest-Südost-Richtung – die Weiler Kretzhof (754 m ü. M.), Peyerhof (791 m ü. M.) und Luckel (802 m ü. M.). Vom Ursprung beim Kretzhof fliesst der Mettmenschongauerbach in nordwestlicher Richtung und durchquert dabei die Ortsteile Mettmenschongau und Niederschongau. Von der Gemeindefläche von 1243 ha werden (Stand 2015/16) 66,8 % landwirtschaftlich genutzt. Da nur 6,8 % des Gemeindeareals Siedlungsfläche sind besteht der grosse Rest aus Wald und Gehölz, welche 25,8 % der Gemeindefläche bedecken.
Die luzernischen Nachbargemeinden von Schongau sind Aesch und Hitzkirch. Ausserdem grenzt der Ort im Norden an die Gemeinden Bettwil und Fahrwangen, im Osten an Buttwil, welche alle im Kanton Aargau liegen.

## Bevölkerung
Die Einwohnerzahl stieg in der ersten Hälfte des 19. Jahrhunderts mässig an (1798–1850: +27,3 %). In der zweiten Hälfte sank die Einwohnerzahl infolge Landflucht mässig (1850–1900: −25,3 %). Der Bevölkerungsrückgang setzte sich 80 Jahre lang fort, wobei Anfang der 1980er-Jahre der Tiefststand erreicht wurde (1900–1980: −15,8 %). Bis zur Jahrtausendwende wuchs die Gemeinde nur leicht (1980–2000: +2,3 %), seither wächst die Einwohnerzahl stetig an (2000–2020: +40,8 %).
Quellen: 1798–1837: Helvetische und kantonale Volkszählungen; 1850–1980 Volkszählungsergebnisse, 1981–2010 ESPOP, seit 2011 STATPOP

### Sprachen
Im Alltag spricht die Bevölkerung eine hochalemannische Mundart. Bei der letzten Volkszählung im Jahr 2000 gaben 97,26 % Deutsch, 1,10 % Albanisch und 0,55 % Serbokroatisch als Hauptsprache/Alltagssprache an.

### Religionen – Konfessionen
Früher waren alle Bewohner Mitglied der Römisch-Katholischen Kirche. Durch Kirchenaustritte und Zuwanderung ergibt sich folgendes Bild: 83,13 % der Einwohner sind römisch-katholische, 8,92 % evangelisch-reformierte und 1,10 % orthodoxe Christen. Ausserdem gibt es 2,88 % Konfessionslose und 1,10 % Muslime. Die Orthodoxen sind ethnische Serben und Montenegriner, die Muslime albanischer Herkunft (Stand 2000).

### Herkunft – Nationalität
Ende 2020 zählte die Gemeinde 1046 Einwohner. Davon waren 965 Schweizer Staatsangehörige und 81 (= 7,7 %) Menschen anderer Staatsangehörigkeit. Die grössten Zuwanderergruppen kommen aus Deutschland (39 Menschen), Polen und Spanien (je 7).

## Geschichte

Luftbild (1964)

In Schongau wurden Reste römischer Bauten ausgegraben. Die Gemeinde ist also schon früh besiedelt worden. Bereits im Jahr 831 wird sie erstmals namentlich erwähnt, als ein Adalbert dem Kloster St. Gallen seinen Besitz in Scongaua vermacht. Sie wurde dann ein Besitz der Grafen von Lenzburg und kam später unter die Herrschaft der Habsburger. Die niedere Gerichtsbarkeit übte der Chorherrenstift Beromünster aus. Wilhelm von Grünenberg verkaufte die damals von den Habsburgern verpfändete Gemeinde 1415 an Sursee. Bereits fünf Jahre später übernahm die Stadt Luzern die Herrschaft, und Schongau gehörte bis 1798 zur Landvogtei Michelsamt. Von 1798 bis 1803 bildete sie einen Teil des Distrikts Beromünster – seit letzterem Jahr zum damals neu geschaffenen Amt Hochdorf.

## Politik

### Gemeinderat
Der Gemeinderat Schongau besteht aus fünf Mitgliedern und ist wie folgt aufgestellt (Ressortverteilung Stand Oktober 2023):
- Thierry Kramis (FDP.Die Liberalen): Gemeindepräsident, Verwaltung und Ortsmarketing
- Ruth Keller-Hofstetter (FDP.Die Liberalen): Bildung, Kultur
- Ivo Gerig (Die Mitte): Finanzen, Soziales und Gesundheit
- Adrian Bütler (FDP.Die Liberalen): Bauwesen, Ortsplanung
- Melanie Wydler (parteilos): Umwelt und Energie, Verkehr, Sicherheit

### Kantonsratswahlen
Bei den Kantonsratswahlen 2023 des Kantons Luzern betrugen die Wähleranteile in Schongau: SVP 40,65 %, Mitte 29,55 %, FDP 13,67 %, SP (mit JUSO) 7,17 %, glp 4,92 % und Grüne (mit JG) 4,04 %.

### Nationalratswahlen
Bei den Schweizer Parlamentswahlen 2023 betrugen die Wähleranteile in Schongau: SVP 40,6 %, Mitte 28,3 %, FDP 12,2 %, SP 5,8 %, glp 4,1 %, GPS 2,7 %, übrige 6,3 %.

## Verkehr
Der Ort ist durch die Buslinie Hitzkirch–Schongau ans Netz des öffentlichen Verkehrs angebunden. In Hitzkirch gibt es eine Bahnstation der Linie Luzern–Lenzburg. Schongau liegt an der Nebenstrasse Aesch LU–Muri AG. Die nächsten Autobahnanschlüsse sind Lenzburg an der A1 in 19 km und Sempach an der A2 in 24 km Entfernung.

## Bilder

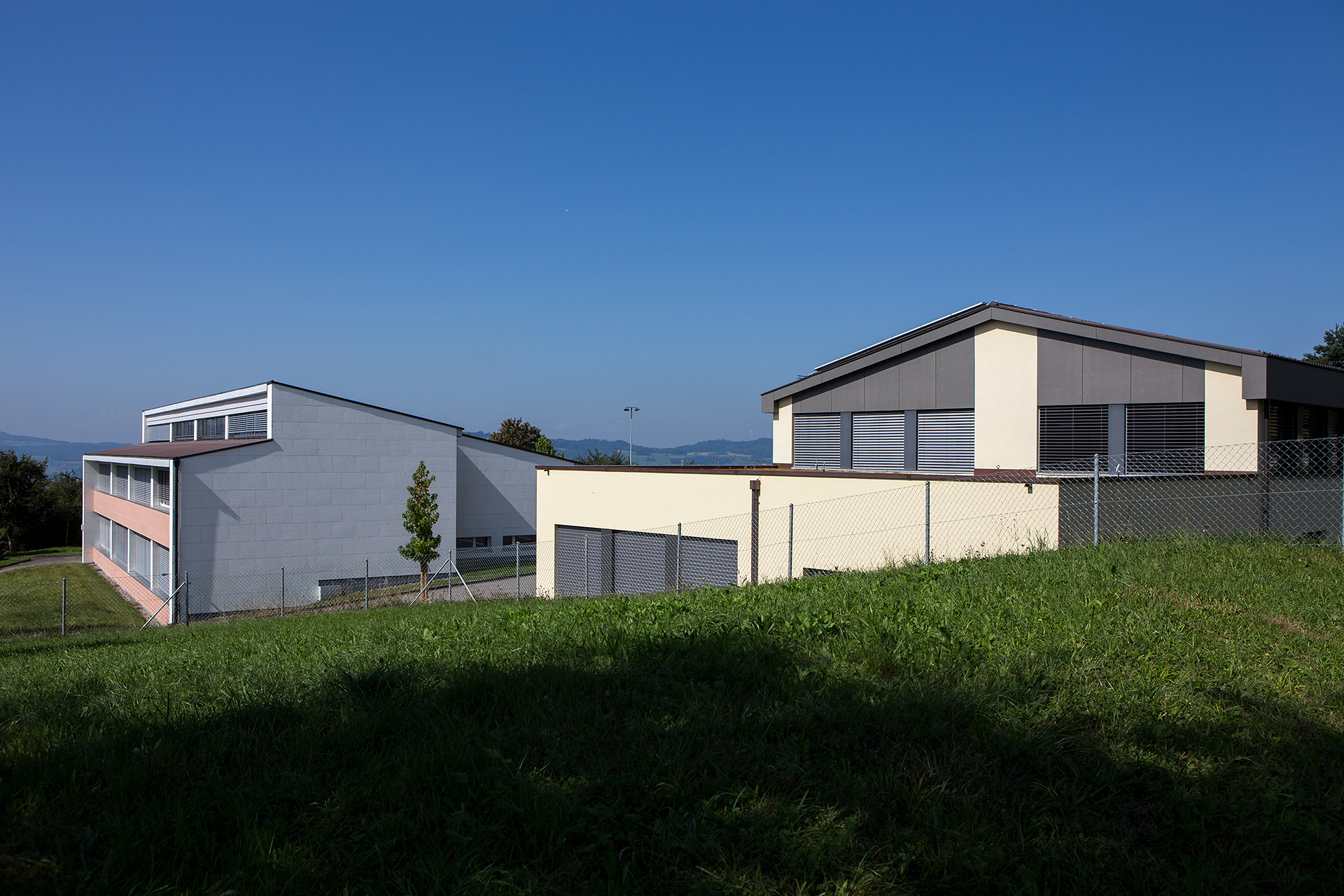
Schulhaus und Gemeindeverwaltung
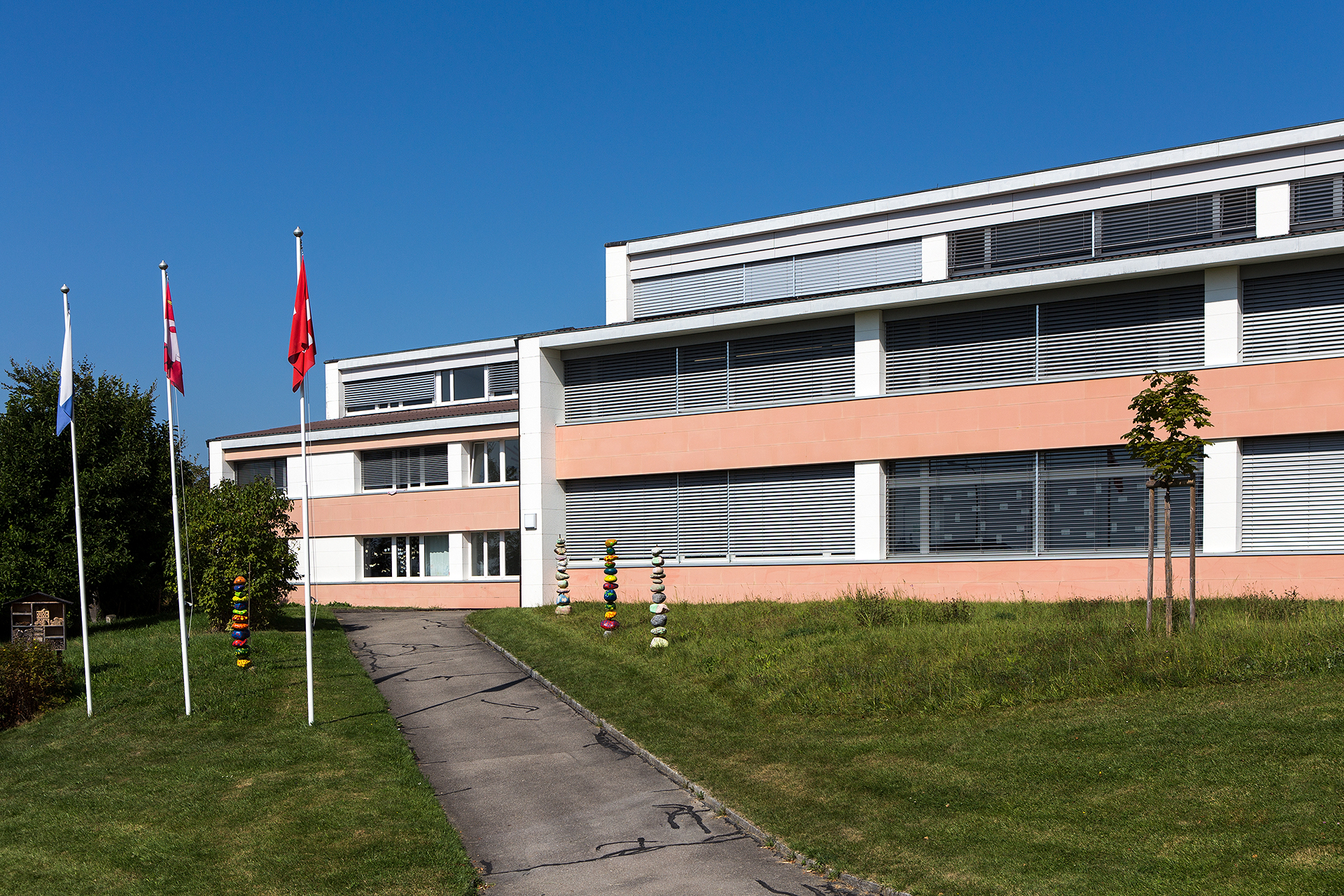
Schulhaus
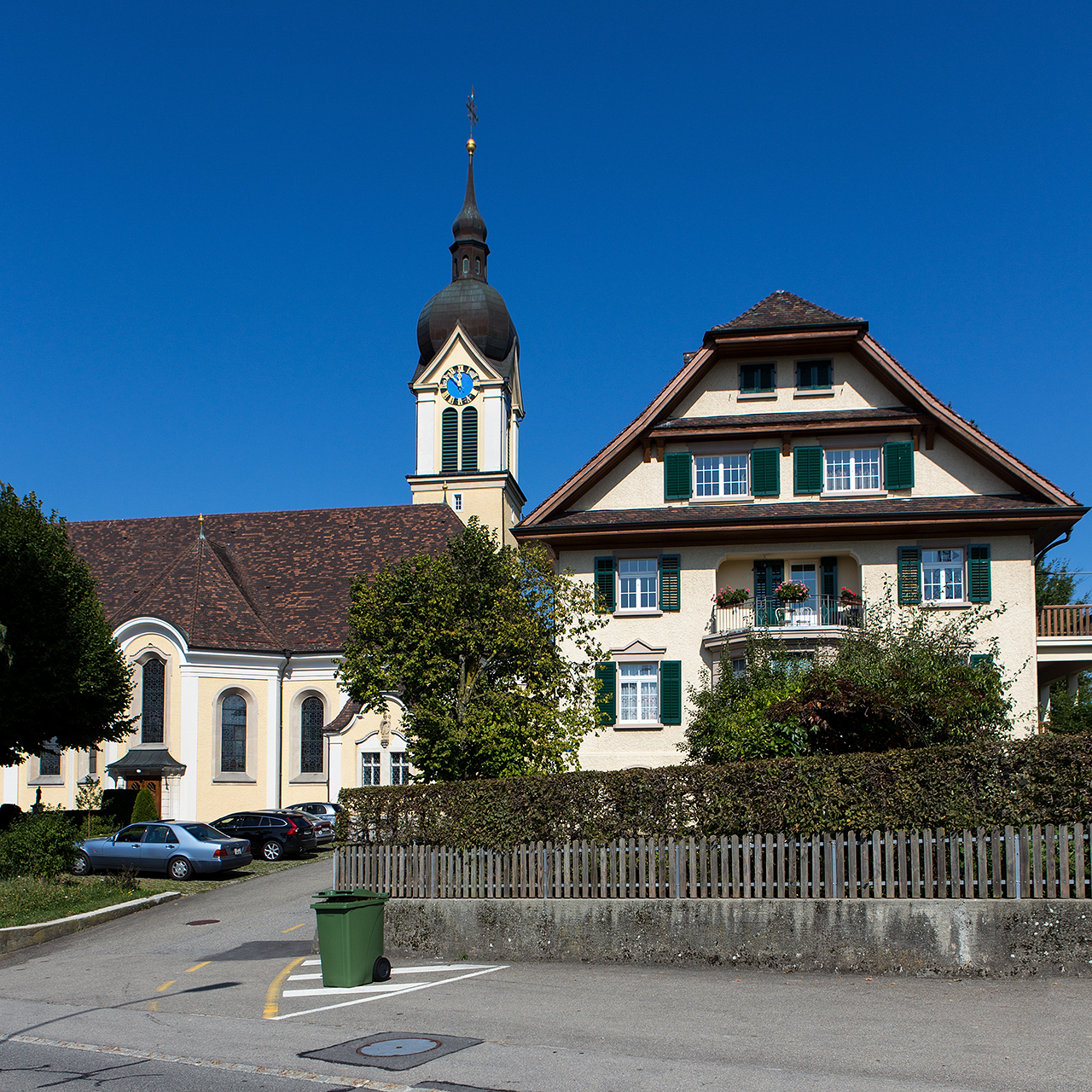
Pfarrkirche und Pfarrhaus
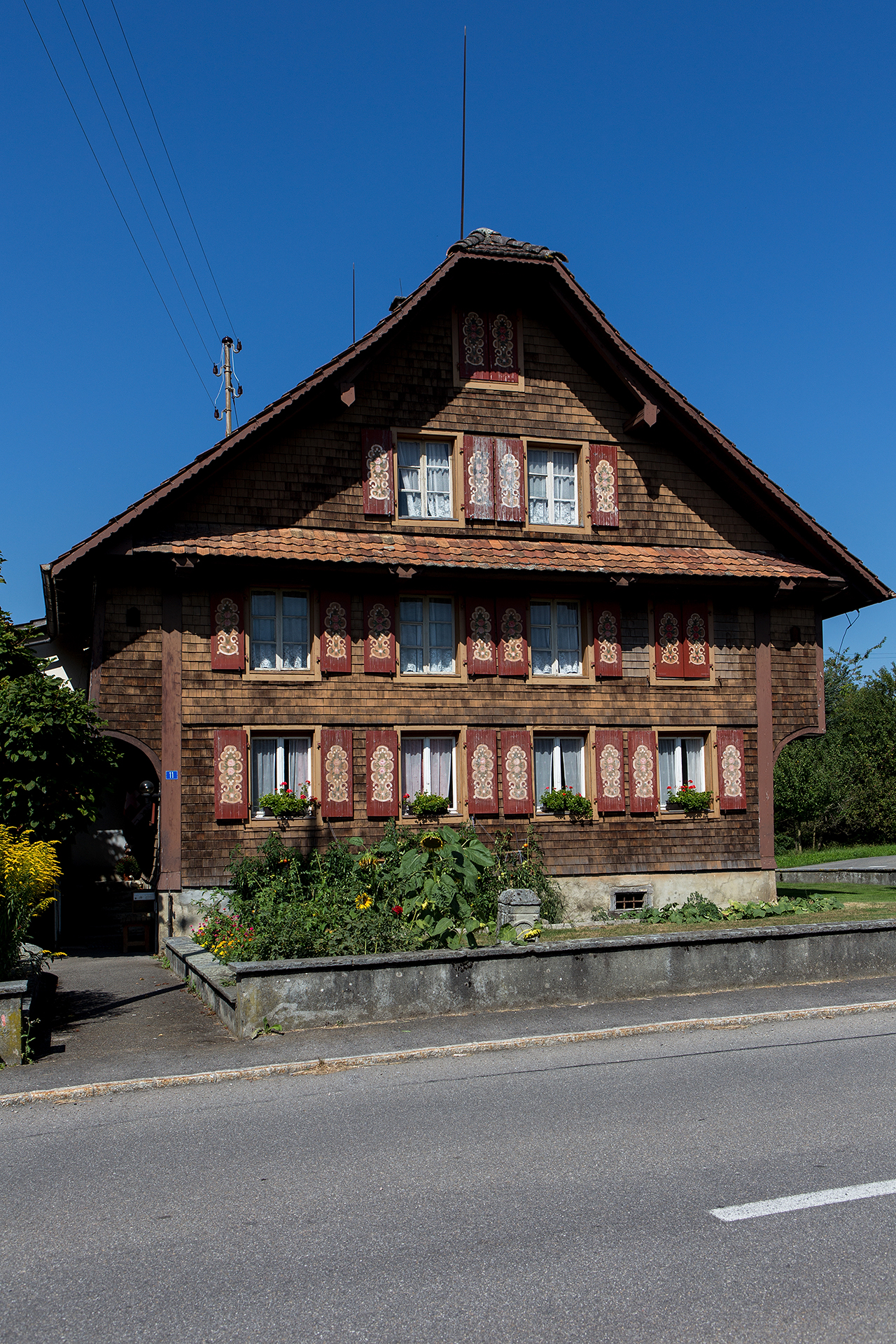
Altes Wohnhaus
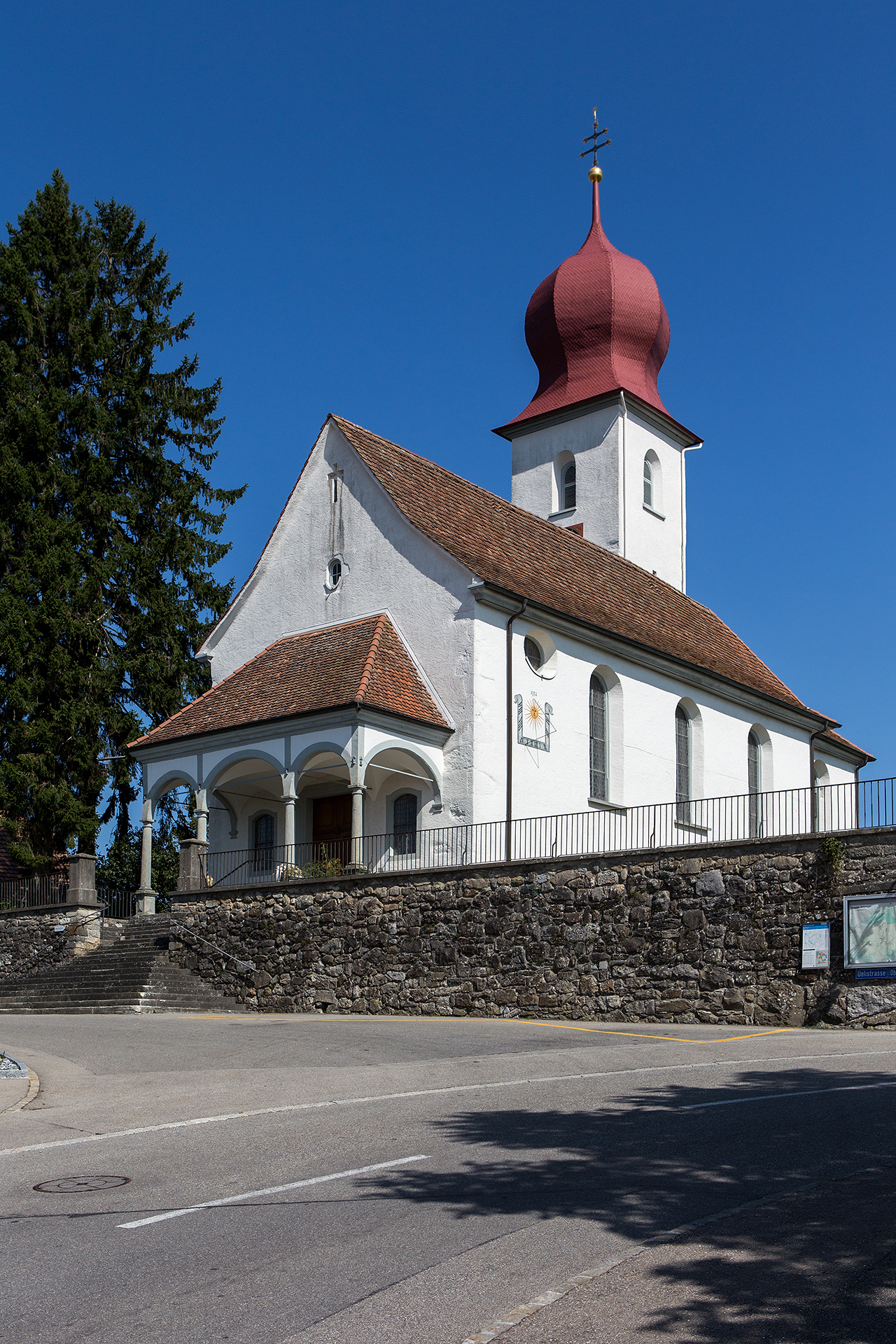
Alte Pfarrkirche, heute Wallfahrtskirche

## Persönlichkeiten
- Joseph Burkard Leu (1808–1865), Theologe, Geistlicher und Hochschullehrer
- Wilhelm Keller-Jenny (1823–1888), Architekt, bedeutender katholischer Kirchenbauer, geboren in Rüedike
- Eduard Herzog (1841–1924), erster christkatholischer Bischof der Schweiz, geboren in Schongau

## Dokumentation
- Regula, Heinz Tobler: Solange die Mühle mahlt – Ein Dorf will überleben. In: SRF 1 DOK, 2017, Ausstrahlung am 16. Mai 2018 (50 min).[13]